# Jeanette MacDonald
Jeanette Anna MacDonald (ur. 18 czerwca 1903 w Filadelfii, zm. 14 stycznia 1965 w Houston) – amerykańska aktorka filmowa i teatralna oraz piosenkarka.

## Wyróżnienia
Posiada gwiazdę na Hollywoodzkiej Alei Gwiazd.

## Wybrana filmografia
- 1930: Król włóczęgów jako Katherine
- 1932: Jedna godzina z tobą jako Colette Bertier
- 1932: Kochaj mnie dziś jako księżniczka Jeanette
- 1934: Kot i skrzypce jako Shirley Sheridan
- 1934: Wesoła wdówka jako madame Sonia/Fifi
- 1935: Kapryśna Marietta jako księżniczka Marie de Namour de la Bonfain (Marietta Franini)
- 1936: Rose Marie jako Marie de Flor
- 1936: San Francisco jako Mary Blake
- 1937: Gdy kwitną bzy jako Marcia Mornay/Miss Morrison
- 1938: Zakochani jako Gwen Marlowe
- 1944: Za wami, chłopcy jako ona sama
- 1948: Trzy odważne córki jako Louise Rayton Morgan